# Ange-Louis-Guillaume Lesourd-Beauregard
Ange-Louis-Guillaume Lesourd-Beauregard, né le 14 avril 1800 à Paris et mort le 4 décembre 1885 à Ablon-sur-Seine, est un peintre français.

## Biographie
Ange-Louis-Guillaume Lesourd-Beauregard est le fils de Guillaume Jacques Lesourd-Beauregard et de Jeanne Émilie Billard.
Élève des frères Cornelis et Gérard van Spaendonck, il débute au salon de 1822. Il compte parmi ses élèves Charles-Étienne Corpet, Charles Henri Hancké et Honorine Emeric Bouvret.
Il épouse Angélique Claudine Odet; leur fils Auguste-Benjamin deviendra architecte.
Il meurt à son domicile d'Ablon-sur-Seine le 4 décembre 1885 à l'âge de 85 ans.